# ویسکانت
ویسکانت (انگلیسی: Viscount) شرکت تجهیزات موسیقی ایتالیایی است، که در سال ۱۹۶۹ تأسیس شد.